# باربرا ميغيل
باربرا ميغيل هي ممثلة فلبينية، ولدت في 15 مايو 2004 في مدينة كيزون في الفلبين.

## وصلات خارجية
- باربرا ميغيل على موقع IMDb (الإنجليزية)
- باربرا ميغيل على موقع قاعدة بيانات الفيلم (الإنجليزية)